# Parafia św. Stanisława Biskupa i Męczennika w Szczawinie
Parafia pw. Świętego Stanisława Biskupa i Męczennika w Szczawinie – parafia rzymskokatolicka znajdująca się w archidiecezji łódzkiej w dekanacie strykowskim. Mieści się przy ulicy Kościelnej w Szczawinie.